# A Vasas SC 2008–2009-es szezonja
A Vasas SC 2008–2009-es szezonja szócikk a Vasas SC első számú férfi labdarúgócsapatának egy szezonjáról szól, mely sorozatban az 5., és összességében pedig a 81. szezonja a csapatnak. A klub fennállásának ekkor volt a 97. évfordulója.

## Mérkőzések
| Színmagyarázat | Színmagyarázat |
| -------------- | -------------- |
|                | Győzelem.      |
|                | Döntetlen.     |
|                | Vereség.       |

### Soproni Liga 2008–09

#### Őszi fordulók
| 1. forduló 2008. július 29. 20:00 |

| Budapest Honvéd | 0 – 1               | Vasas                                       |
| --------------- | ------------------- | ------------------------------------------- |
| Smiljanić 29'   | (0 – 0) Jegyzőkönyv | Lázok 81' Dobrić 47' Paripović 67' Tóth 86′ |

| Bozsik József Stadion, Budapest Nézőszám: 2 000 Játékvezető: Fábián Mihály (magyar) |

| 2. forduló 2008. augusztus 1. 19:00 |

| Vasas                                                                  | 4 – 2               | Újpest                                       |
| ---------------------------------------------------------------------- | ------------------- | -------------------------------------------- |
| Dobrić 11' Németh 12' 61' Divić 47' Lázok 68' Paripović 36' Piller 47' | (2 – 0) Jegyzőkönyv | Kabát 61' Vaskó 82' 27' Božić 39' Lipták 68' |

| Illovszky Rudolf Stadion, Budapest Nézőszám: 4 000 Játékvezető: Vad II. István (magyar) |

| 3. forduló 2008. augusztus 9. 20:00 |

| Vasas                                             | 0 – 4               | MTK Budapest                                                    |
| ------------------------------------------------- | ------------------- | --------------------------------------------------------------- |
| Piller 17' Németh 56' Pavičević 67' Paripović 75' | (0 – 2) Jegyzőkönyv | Urbán 8' Pál 30' Kecskés 52' Hrepka 74' Zsidai 21' Lambulić 37′ |

| Illovszky Rudolf Stadion, Budapest Nézőszám: 3 000 Játékvezető: Iványi Zoltán (magyar) |

| 4. forduló 2008. augusztus 16. 20:00 |

| BFC Siófok                                     | 0 – 1               | Vasas                   |
| ---------------------------------------------- | ------------------- | ----------------------- |
| Horváth 29' Hegedűs 31' Forgács 84' Sütő 90+1′ | (0 – 0) Jegyzőkönyv | Sowunmi 81' B. Tóth 65' |

| Révész Géza utcai stadion, Siófok Nézőszám: 1 500 Játékvezető: Szilasi Szabolcs (magyar) |

| 5. forduló 2008. augusztus 22. 19:00 |

| Vasas                                    | 3 – 2               | Diósgyőr                  |
| ---------------------------------------- | ------------------- | ------------------------- |
| Divić 22' Lázok 41' Németh 49' Gyánó 90' | (2 – 0) Jegyzőkönyv | Tóth 83' 72' Pelecaci 90' |

| Illovszky Rudolf Stadion, Budapest Nézőszám: 4 000 Játékvezető: Sulyok Gergely (magyar) |

| 6. forduló 2008. augusztus 30. 20:00 |

| Haladás   | 1 – 0               | Vasas     |
| --------- | ------------------- | --------- |
| Rajos 34' | (1 – 0) Jegyzőkönyv | Balog 69' |

| Rohonci úti stadion, Szombathely Nézőszám: 8 500 Játékvezető: Arany Tamás (magyar) |

| 7. forduló 2008. szeptember 13. 20:00 |

| Vasas                                                                 | 5 – 0               | Paksi FC                     |
| --------------------------------------------------------------------- | ------------------- | ---------------------------- |
| Dobrić 24' Németh 47' Divić 65' 70' Gyánó 82' 83' Tóth 3′ B. Tóth 76' | (1 – 0) Jegyzőkönyv | Vári 19' Éger 47' Molnár 60′ |

| Illovszky Rudolf Stadion, Budapest Nézőszám: 2 000 Játékvezető: Fábián Mihály (magyar) |

| 8. forduló 2008. szeptember 20. 15:00 |

| Debreceni VSC                                             | 4 – 1               | Vasas                                                            |
| --------------------------------------------------------- | ------------------- | ---------------------------------------------------------------- |
| Oláh 60' 67' Dudu 72' Szakály 80' Takács 37' Poleksić 54' | (0 – 1) Jegyzőkönyv | Dobrić 26' 74' Paripović 21' Pavičević 45' Németh 69' Piller 86' |

| Oláh Gábor utcai stadion, Debrecen Nézőszám: 3 000 Játékvezető: Solymosi Péter (magyar) Asszisztensek: Farkas Balázs Takács Gábor |

| 9. forduló 2008. szeptember 27. 19:00 |

| Vasas                                                          | 3 – 1               | Zalaegerszegi TE                                   |
| -------------------------------------------------------------- | ------------------- | -------------------------------------------------- |
| Unierzyski 49' Dobrić 72' Németh 74' 59' Balog 57' Sowunmi 81' | (0 – 0) Jegyzőkönyv | Méyé 64' (11-esből) Máté 45' Szamosi 50' Hajdú 77' |

| Illovszky Rudolf Stadion, Budapest Nézőszám: 5 000 Játékvezető: Vad II. István (magyar) |

| 10. forduló 2008. október 4. 18:00 |

| Kecskeméti TE                    | 2 – 0               | Vasas                   |
| -------------------------------- | ------------------- | ----------------------- |
| Farkas 15' Čukić 39' Montvai 75' | (2 – 0) Jegyzőkönyv | Balog 51' Paripović 75' |

| Széktói Stadion, Kecskemét Nézőszám: 3 500 Játékvezető: Fábián Mihály (magyar) |

| 11. forduló 2008. október 17. 19:00 |

| Vasas                          | 2 – 1               | Győri ETO                       |
| ------------------------------ | ------------------- | ------------------------------- |
| Németh 61' Tóth 78' Dobrić 47' | (0 – 1) Jegyzőkönyv | Bajzát 4' Völgyi 42' Eugène 63' |

| Illovszky Rudolf Stadion, Budapest Nézőszám: 1 000 Játékvezető: Iványi Zoltán (magyar) |

| 12. forduló 2008. október 25. 18:00 |

| Rákospalotai EAC                | 0 – 2               | Vasas                              |
| ------------------------------- | ------------------- | ---------------------------------- |
| Kapcsos 3' Sallai 23' Cseri 78' | (0 – 0) Jegyzőkönyv | Divić 52' Németh 88' Paripović 28' |

| Budai II László Stadion, Budapest Nézőszám: 1 000 Játékvezető: Bede Ferenc (magyar) |

| 13. forduló 2008. november 1. 15:00 |

| Vasas                                | 4 – 1               | FC Fehérvár  |
| ------------------------------------ | ------------------- | ------------ |
| Divić 30' 67' B. Tóth 45' Németh 87' | (2 – 1) Jegyzőkönyv | Pavličić 40' |

| Illovszky Rudolf Stadion, Budapest Nézőszám: 1 500 Játékvezető: Solymosi Péter (magyar) |

| 14. forduló 2008. november 8. 18:00 |

| Kaposvári Rákóczi                                                           | 4 – 0               | Vasas                                                  |
| --------------------------------------------------------------------------- | ------------------- | ------------------------------------------------------ |
| Grúz 13' Nikolics 45' 67' Reszli 90' Kovácsevics 18' Zahorecz 38' Obrić 84' | (2 – 0) Jegyzőkönyv | Divić 33' Sowunmi 42' Pavičević 61' Tóth 81' Gyánó 84' |

| Rákóczi Stadion, Kaposvár Nézőszám: 2 500 Játékvezető: Vad II. István (magyar) |

| 15. forduló 2008. november 15. 18:00 |

| Vasas                              | 1 – 1               | Nyíregyháza Spartacus           |
| ---------------------------------- | ------------------- | ------------------------------- |
| Németh 9' Paripović 17' Laczkó 42' | (1 – 0) Jegyzőkönyv | Odrobéna 89' 85' Luis Ramos 37' |

| Illovszky Rudolf Stadion, Budapest Nézőszám: 2 500 Játékvezető: Fábián Mihály (magyar) |

#### Tavaszi fordulók
| 16. forduló 2009. február 21. 15:00 |

| Vasas                                                    | 3 – 1               | Budapest Honvéd                      |
| -------------------------------------------------------- | ------------------- | ------------------------------------ |
| Tóth 5' Németh 34' 90' B. Tóth 41' Dobrić 80' Piller 88′ | (3 – 0) Jegyzőkönyv | Hercegfalvi 60' Takács 20' Lungu 25' |

| Illovszky Rudolf Stadion, Budapest Nézőszám: 2 000 Játékvezető: Vad II. István (magyar) |

| 17. forduló 2009. május 6. 18:00 |

| Újpest                                                             | 3 – 1               | Vasas                                       |
| ------------------------------------------------------------------ | ------------------- | ------------------------------------------- |
| Tisza 14' Kabát 22' (11-esből) 45' Simek 17′ Pollák 35' Malone 77' | (3 – 1) Jegyzőkönyv | Dobrić 4' Németh 21' Vujović 55' Laczkó 67′ |

| Szusza Ferenc Stadion, Budapest Nézőszám: 3 168 Játékvezető: Szabó Zsolt (magyar) |

| 18. forduló 2009. március 7. 15:00 |

| MTK Budapest                                                    | 3 – 0               | Vasas                               |
| --------------------------------------------------------------- | ------------------- | ----------------------------------- |
| Kanta 49' (11-esből) Urbán 86' Hrepka 89' Pintér 50' Lencse 83' | (0 – 0) Jegyzőkönyv | Dobrić 30' Laczkó 36′ Paripović 71′ |

| Hidegkuti Nándor Stadion, Budapest Nézőszám: 1 200 Játékvezető: Fábián Mihály (magyar) |

| 19. forduló 2009. március 14. 18:00 |

| Vasas      | 0 – 1               | BFC Siófok          |
| ---------- | ------------------- | ------------------- |
| Piller 52' | (0 – 0) Jegyzőkönyv | Kogler 50' Sütő 72' |

| Illovszky Rudolf Stadion, Budapest Nézőszám: 3 000 Játékvezető: Sulyok Gergely (magyar) |

| 20. forduló 2009. március 22. 17:30 |

| Diósgyőr                          | 1 – 0               | Vasas |
| --------------------------------- | ------------------- | ----- |
| Honma 88' Visković 19' Bokros 73' | (0 – 0) Jegyzőkönyv |       |

| DVTK-stadion, Miskolc Nézőszám: 4 200 Játékvezető: Solymosi Péter (magyar) |

| 21. forduló 2009. április 5. 17:30 |

| Vasas                                                            | 1 – 1               | Haladás                                      |
| ---------------------------------------------------------------- | ------------------- | -------------------------------------------- |
| Vukelja 71' Dobrić 13' Somorjai 33' Paripović 40′ Unierzyski 58' | (0 – 1) Jegyzőkönyv | Kenesei 41' Kovács 45' Sipos 53' Tóth N. 77' |

| Illovszky Rudolf Stadion, Budapest Nézőszám: 2 500 Játékvezető: Mészáros István (magyar) |

| 22. forduló 2009. április 11. 19:00 |

| Paksi FC                                              | 3 – 0               | Vasas                            |
| ----------------------------------------------------- | ------------------- | -------------------------------- |
| Tököli 40' 65' Kiss 47' Szabó 8' Böde 26' Horváth 50' | (1 – 0) Jegyzőkönyv | Laczkó 22' Vujović 40' Orosz 58' |

| Fehérvári úti stadion, Paks Nézőszám: 2 187 Játékvezető: Iványi Zoltán (magyar) |

| 23. forduló 2009. április 19. 19:00 |

| Vasas                                 | 1 – 3               | Debreceni VSC                           |
| ------------------------------------- | ------------------- | --------------------------------------- |
| B. Tóth 54' Laczkó 80' Unierzyski 82' | (0 – 2) Jegyzőkönyv | Rudolf 16' 33' Szilágyi 70' Bernáth 53' |

| Illovszky Rudolf Stadion, Budapest Nézőszám: 2 000 Játékvezető: Andó-Szabó Sándor (magyar) |

| 24. forduló 2009. április 25. 19:00 |

| Zalaegerszegi TE                                   | 3 – 1               | Vasas                                                     |
| -------------------------------------------------- | ------------------- | --------------------------------------------------------- |
| Waltner 24' (11-esből) Balázs 68' 71' Kocsárdi 83′ | (1 – 1) Jegyzőkönyv | Varga 19' (öngól) Paripović 14′ Pavičević 33' Vujović 60' |

| ZTE Aréna, Zalaegerszeg Nézőszám: 4 182 Játékvezető: Szilasi Szabolcs (magyar) |

| 25. forduló 2009. április 28. 19:00 |

| Vasas                                          | 1 – 2               | Kecskeméti TE                        |
| ---------------------------------------------- | ------------------- | ------------------------------------ |
| Sowunmi 50' B. Tóth 35' Villám 74' Vujović 82' | (0 – 2) Jegyzőkönyv | Čukić 23' 85' Yannick 41' Némedi 79' |

| Illovszky Rudolf Stadion, Budapest Nézőszám: 800 Játékvezető: Bede Ferenc (magyar) |

| 26. forduló 2009. május 1. 19:00 |

| Győri ETO                                   | 1 – 1               | Vasas                                  |
| ------------------------------------------- | ------------------- | -------------------------------------- |
| Alekszidze 3' Böőr 73' Bajzát 87' Stark 90' | (1 – 0) Jegyzőkönyv | Vujović 81' 57' Dobrić 32' B. Tóth 47' |

| ETO Park, Győr Nézőszám: 12 000 Játékvezető: Solymosi Péter (magyar) |

| 27. forduló 2009. május 9. 19:00 |

| Vasas                               | 1 – 1               | Rákospalotai EAC                                        |
| ----------------------------------- | ------------------- | ------------------------------------------------------- |
| Sowunmi 33' Vukelja 71' B. Tóth 83' | (1 – 0) Jegyzőkönyv | Varga 90+2' Sallai 23' Ambrusz 35' Dancs 62' Pomper 84′ |

| Illovszky Rudolf Stadion, Budapest Nézőszám: 1 500 Játékvezető: Farkas Ádám (magyar) |

| 28. forduló 2009. május 16. 19:00 |

| FC Fehérvár                                   | 2 – 2               | Vasas                                                    |
| --------------------------------------------- | ------------------- | -------------------------------------------------------- |
| Vujović 24' Andić 64' Radović 25' Horváth 56' | (1 – 1) Jegyzőkönyv | Vukelja 32' Piller 56' (11-esből) 4' Villám 72' Tóth 88' |

| Sóstói Stadion, Székesfehérvár Nézőszám: 1 672 Játékvezető: Takács János (magyar) |

| 29. forduló 2009. május 23. 19:00 |

| Vasas                                               | 2 – 1               | Kaposvári Rákóczi                          |
| --------------------------------------------------- | ------------------- | ------------------------------------------ |
| Somorjai 38' (11-esből) 55' Beliczky 84' Laczkó 60' | (1 – 1) Jegyzőkönyv | Nikolics 27' Petrók 10' Obrić 37' Grúz 57' |

| Illovszky Rudolf Stadion, Budapest Nézőszám: 1 000 Játékvezető: Veizer Roland (magyar) |

| 30. forduló 2009. május 30. 19:00 |

| Nyíregyháza Spartacus                 | 3 – 1               | Vasas                                 |
| ------------------------------------- | ------------------- | ------------------------------------- |
| Goia 8' Sztojkov 64' 66' Odrobéna 50' | (1 – 0) Jegyzőkönyv | Tóth 52' 71' Unierzyski 26' Balog 48' |

| Nyíregyháza Városi Stadion, Nyíregyháza Nézőszám: 2 500 Játékvezető: Németh Ádám (magyar) |

#### A bajnokság végeredménye
| #   | Csapat                    | M  | GY | D  | V  | G+ – G– | GK  | P  | Megjegyzések                  |
| --- | ------------------------- | -- | -- | -- | -- | ------- | --- | -- | ----------------------------- |
| 1.  | Debreceni VSC (B) (I)     | 30 | 21 | 5  | 4  | 70–29   | +41 | 68 | Bajnokok Ligája (selejtező)   |
| 2.  | Újpest (I)                | 30 | 17 | 8  | 5  | 61–38   | +23 | 59 | Európa-liga (2. selejtezőkör) |
| 3.  | Haladás Ú (I)             | 30 | 16 | 5  | 9  | 44–29   | +15 | 53 | Európa-liga (1. selejtezőkör) |
| 4.  | Zalaegerszegi TE          | 30 | 15 | 7  | 8  | 52–44   | +8  | 52 |                               |
| 5.  | Kecskeméti TE Ú           | 30 | 14 | 6  | 10 | 55–44   | +11 | 48 |                               |
| 6.  | FC Fehérvár               | 30 | 14 | 6  | 10 | 42–34   | +8  | 48 |                               |
| 7.  | MTK Budapest CV           | 30 | 13 | 6  | 11 | 43–41   | +2  | 45 |                               |
| 8.  | Győri ETO                 | 30 | 11 | 10 | 9  | 57–41   | +16 | 43 |                               |
| 9.  | Kaposvári Rákóczi         | 30 | 11 | 7  | 12 | 51–46   | +5  | 40 |                               |
| 10. | Vasas                     | 30 | 11 | 5  | 14 | 42–52   | −10 | 38 |                               |
| 11. | Paksi FC                  | 30 | 9  | 8  | 13 | 38–51   | −13 | 35 |                               |
| 12. | Diósgyőr                  | 30 | 9  | 6  | 15 | 29–45   | −16 | 33 |                               |
| 13. | Budapest Honvéd (KGY) (I) | 30 | 8  | 8  | 14 | 31–46   | −15 | 32 | Európa-liga (3. selejtezőkör) |
| 14. | Nyíregyháza Spartacus     | 30 | 7  | 11 | 12 | 32–41   | −9  | 32 |                               |
| 15. | BFC Siófok (K)            | 30 | 8  | 2  | 20 | 30–56   | −26 | 26 | NB II                         |
| 16. | Rákospalotai EAC (K)      | 30 | 3  | 6  | 21 | 33–73   | −40 | 15 | NB II                         |

Utolsó frissítés: 2013. február 19. 
Forrás: MLSZ adatbank 
A rangsorolás alapszabályai: 1. összpontszám, 2. győzelmek száma, 3. egymás elleni eredmények összpontszáma,  4. egymás elleni eredmények gólkülönbsége, 5. egymás elleni eredmények szerzett góljainak száma 6. gólkülönbség, 7. szerzett gólok száma.
(B): Bajnokcsapat, (K): Kieső csapat, (F): Feljutó csapat, (I): Kupainduló, (R): A rájátszás győztese, (KGY): Kupagyőztes

#### Az eredmények összesítése
Az alábbi táblázatban összesítve szerepelnek a Vasas SC 2008/09-es bajnokságban elért eredményei.
| Ősz/tavasz (forduló)    | Otthon | Otthon | Otthon | Otthon | Otthon | Otthon | Otthon | Idegenben | Idegenben | Idegenben | Idegenben | Idegenben | Idegenben | Idegenben |
| Ősz/tavasz (forduló)    | M      | GY     | D      | V      | LG–KG  | GK     | P      | M         | GY        | D         | V         | LG–KG     | GK        | P         |
| ----------------------- | ------ | ------ | ------ | ------ | ------ | ------ | ------ | --------- | --------- | --------- | --------- | --------- | --------- | --------- |
| Őszi szezon (1–15.)     | 8      | 6      | 1      | 1      | 22–12  | +10    | 19     | 7         | 3         | 0         | 4         | 5–11      | –6        | 9         |
| Tavaszi szezon (16–30.) | 7      | 2      | 2      | 3      | 9–10   | –1     | 8      | 8         | 0         | 2         | 6         | 6–19      | –13       | 2         |
| Összesen (1–30.)        | 15     | 8      | 3      | 4      | 31–22  | +9     | 27     | 15        | 3         | 2         | 10        | 11–30     | –19       | 11        |

#### Helyezések fordulónként
| Forduló  | 1  | 2  | 3 | 4  | 5  | 6 | 7  | 8 | 9  | 10 | 11 | 12 | 13 | 14 | 15 | 16 | 17 | 18 | 19 | 20 | 21 | 22 | 23 | 24 | 25 | 26 | 27 | 28 | 29 | 30 |
| -------- | -- | -- | - | -- | -- | - | -- | - | -- | -- | -- | -- | -- | -- | -- | -- | -- | -- | -- | -- | -- | -- | -- | -- | -- | -- | -- | -- | -- | -- |
| Helyszín | I  | O  | O | I  | O  | I | O  | I | O  | I  | O  | I  | O  | I  | O  | O  | I  | I  | O  | I  | O  | I  | O  | I  | O  | I  | O  | I  | O  | I  |
| Eredmény | GY | GY | V | GY | GY | V | GY | V | GY | V  | GY | GY | GY | V  | D  | GY | V  | V  | V  | V  | D  | V  | V  | V  | V  | D  | D  | D  | GY | V  |
| Helyezés | 5  | 2  | 6 | 3  | 1  | 4 | 2  | 4 | 3  | 4  | 4  | 3  | 3  | 3  | 3  | 3  | 3  | 3  | 3  | 6  | 6  | 6  | 7  | 10 | 10 | 9  | 10 | 10 | 9  | 10 |

Helyszín: O = Otthon; I = Idegenben. Eredmény: GY = Győzelem; D = Döntetlen; V = Vereség.

### Magyar kupa
| 3. forduló 2008. szeptember 3. 15:30 |

| Dunaharaszti MTK | 2 – 4               | Vasas                      |
| ---------------- | ------------------- | -------------------------- |
| Piroska          | (2 – 1) Jegyzőkönyv | Gyánó Divić 56' Dobrić 67' |

| Nézőszám: 700 Játékvezető: Szöllősi Ferenc (magyar) |

| 4. forduló 2008. szeptember 24. 15:30 |

| Kazincbarcikai SC                    | 2 – 1               | Vasas                     |
| ------------------------------------ | ------------------- | ------------------------- |
| Binder 35' 56' Kovács 11' Hanász 72' | (1 – 0) Jegyzőkönyv | Lázok 73' Pavičević 90+1′ |

| Pete András Stadion, Kazincbarcika Játékvezető: Veizer Roland (magyar) |

### Ligakupa

#### Csoportkör (A csoport)
| 1. forduló 2008. október 1. 16:00 |

| Vasas       | 1 – 1               | Bőcs KSC  |
| ----------- | ------------------- | --------- |
| Sowunmi 34' | (1 – 1) Jegyzőkönyv | Török 39' |

| Illovszky Rudolf Stadion, Budapest Játékvezető: Kovács J. Zoltán (magyar) |

| 2. forduló 2008. október 22. 14:00 |

| Dunakanyar-Vác | 0 – 4               | Vasas                                             |
| -------------- | ------------------- | ------------------------------------------------- |
| Farkas 51'     | (0 – 3) Jegyzőkönyv | Gyánó 34' 36' 49' Mundi 85' Bartos 20′ Piller 87' |

| Ligeti Stadion, Vác Játékvezető: Király Gergő (magyar) |

| 3. forduló 2008. október 29. 16:00 |

| Vasas                            | 2 – 1               | Debreceni VSC                                    |
| -------------------------------- | ------------------- | ------------------------------------------------ |
| Gyánó 44' B. Tóth 76' Laczkó 87' | (1 – 0) Jegyzőkönyv | Szilágyi 67' Németh 18' Dudu 40' Spitzmüller 77' |

| Illovszky Rudolf Stadion, Budapest Nézőszám: 100 Játékvezető: Farkas Ádám (magyar) |

| 4. forduló 2008. november 5. 16:00 |

| Diósgyőr                                                                             | 2 – 2               | Vasas                                  |
| ------------------------------------------------------------------------------------ | ------------------- | -------------------------------------- |
| Sebők 18' Takács 53' 61' Pintér 23' Trbović 39' Tchana 50' Bokros 76' Menyhért 90+2' | (1 – 2) Jegyzőkönyv | Gyánó 28' Kelemen 42' 28' Papucsek 71' |

| DVTK-stadion, Miskolc Játékvezető: Szőts Gergely (magyar) |

| 5. forduló 2008. november 12. 16:00 |

| Vasas                                          | 4 – 1               | Nyíregyháza Spartacus                       |
| ---------------------------------------------- | ------------------- | ------------------------------------------- |
| Laczkó 20' Gyánó 36' 58' Piller 47' Katona 12' | (2 – 0) Jegyzőkönyv | Fekete 75' Nánási 24' Tóth 58' Szilágyi 81' |

| Illovszky Rudolf Stadion, Budapest Játékvezető: Szabó Zsolt (magyar) |

| 6. forduló 2008. november 22. 13:00 |

| Bőcs KSC                                              | 1 – 5               | Vasas                                                                |
| ----------------------------------------------------- | ------------------- | -------------------------------------------------------------------- |
| Irhás 84' Jeney 27' Molnár 48' Siróczki 49' Cséke 53' | (0 – 2) Jegyzőkönyv | Dobrić 4' B. Tóth 20' Mundi 47' 56' Piller 69' Laczkó 53' Katona 89' |

| Bőcs Játékvezető: Veizer Roland (magyar) |

| 7. forduló 2008. november 29. 11:00 |

| Vasas                                                                        | 7 – 1               | Dunakanyar-Vác                            |
| ---------------------------------------------------------------------------- | ------------------- | ----------------------------------------- |
| Sowunmi 8' B. Tóth 14' 54' 74' Laczkó 39' Tóth 58' Papucsek 62' Borszéki 53' | (3 – 1) Jegyzőkönyv | Varga 31' Kovács 13' Rob 14' Tányéros 37' |

| Illovszky Rudolf Stadion, Budapest Játékvezető: Böcskei Balázs (magyar) |

| 8. forduló 2008. december 3. 13:00 |

| Debreceni VSC               | 3 – 3               | Vasas                               |
| --------------------------- | ------------------- | ----------------------------------- |
| Dudu 24' 60' Bogdanović 25' | (2 – 2) Jegyzőkönyv | Papucsek 2' 56' Laczkó 17' Tóth 65' |

| Oláh Gábor utcai stadion, Debrecen Nézőszám: 100 Játékvezető: Andó-Szabó Sándor (magyar) |

| 9. forduló 2009. február 7. 12:00 |

| Vasas                                         | 3 – 0               | Diósgyőr                                       |
| --------------------------------------------- | ------------------- | ---------------------------------------------- |
| Divić 57' Sowunmi 74' Dobrić 90' Papucsek 88' | (0 – 0) Jegyzőkönyv | Stanić 63' Bokros 66' Bogunović 67' Búrány 81' |

| Illovszky Rudolf Stadion, Budapest Játékvezető: Solymosi Péter (magyar) |

| 10. forduló 2009. február 11. 13:00 |

| Nyíregyháza Spartacus               | 4 – 0               | Vasas        |
| ----------------------------------- | ------------------- | ------------ |
| Mihai-Robert 17' Apostu 26' 27' 39' | (4 – 0) Jegyzőkönyv | Borszéki 26' |

| Nyíregyháza Városi Stadion, Nyíregyháza Játékvezető: Gyarmati II. Tibor (magyar) |

#### Az A csoport végeredménye
| Színmagyarázat | Színmagyarázat                                                 |
| -------------- | -------------------------------------------------------------- |
|                | A csoportelső és csoportmásodik bejutott a negyeddöntőbe.      |
|                | A csoport többi helyezettje nem folytathatta a kupaszereplést. |

| Csapat                | M  | Gy | D | V | Lg | Kg | Gk  | P  |
| --------------------- | -- | -- | - | - | -- | -- | --- | -- |
| Vasas                 | 10 | 6  | 3 | 1 | 31 | 14 | +17 | 21 |
| Diósgyőr              | 10 | 6  | 3 | 1 | 22 | 9  | +13 | 21 |
| Debreceni VSC         | 10 | 3  | 3 | 4 | 22 | 19 | +3  | 12 |
| Nyíregyháza Spartacus | 10 | 3  | 2 | 5 | 19 | 18 | +1  | 11 |
| Bőcs KSC              | 10 | 3  | 1 | 6 | 15 | 27 | -12 | 10 |
| Vác-Újbuda LTC        | 10 | 3  | 0 | 7 | 13 | 35 | -22 | 9  |

#### Negyeddöntő
| Első mérkőzés 2009. március 5. 18:00 |

| Budapest Honvéd                                          | 5 – 1               | Vasas       |
| -------------------------------------------------------- | ------------------- | ----------- |
| Stojaković 35' Arsenijević 62' Abraham 71' 79' Dobos 77' | (1 – 1) Jegyzőkönyv | Sowunmi 27' |

| Bozsik József Stadion, Budapest Játékvezető: Szilasi Szabolcs (magyar) |

| Visszavágó 2009. március 25. 17:00 |

| Vasas                | 0 – 0               | Budapest Honvéd            |
| -------------------- | ------------------- | -------------------------- |
| Vujović 64' Kiss 86' | (0 – 0) Jegyzőkönyv | Arsenijević 62' Maróti 65' |

| Illovszky Rudolf Stadion, Budapest Játékvezető: Gaál Gyöngyi (magyar) |

## Külső hivatkozások
- A csapat hivatalos honlapja (magyarul)
- A Magyar Labdarúgó Szövetség honlapja, adatbankja (magyarul)